# 車頓咸及告士打
車頓咸及告士打（英語：Cheltenham and Gloucester Plc），簡稱：C&G，是一間開設在英國的商業銀行；萊斯TSB銀行旗下子公司。專注於按揭和儲蓄產品。此前C&G是一間住宅互助協會，亦即眾所周知的車頓咸及告士打住宅互助協會（Cheltenham and Gloucester Building Society）。現時該公司為英國第三大按揭公司，總部位於英格蘭格洛斯特。
C&G可追溯至1850年的車頓咸及告士打永久互惠建築及投資協會（Cheltenham & Gloucestershire Permanent Mutual Benefit Building and Investment Association） ，首先公司於切爾滕納姆開設，後於1896年於格洛斯特開設支行。接著80年成為全國性公司，1979年在珀肖爾開設第100間支行。在整個1980年代，C&G收購了幾間小型住宅互助協會來壯大業務。1995年C&G同意被萊斯銀行收購，並為公司帶來很好的協同效益。
今天C&G主要從事按揭設計，行銷，銷售和管理，儲蓄業務交由萊斯TSB銀行負責。

## 相關
- 按揭
- 定息按揭（英语：Fixed-rate mortgage）
- Buy to let
- 首次置業者（英语：First-time buyer）
- 加按（英语：Remortgage）
- 英國金融服務管理局（英语：Financial Services Authority）

## 外部連結
- C&G按揭 （页面存档备份，存于）
- C&G儲蓄 （页面存档备份，存于）
- 車頓咸及告士打網頁 （页面存档备份，存于）